# معركة تيخو البحرية
معركة تيخو البحرية وقعت هذه المعركة في 18 يوليو 1384 بين القوات البرتغالية مدعمة من إنجلترا كان هدف منها هو إيصال الإغاثة القادمة من إنجلترا إلى مدينة لشبونة المحاصرة والقوات القشتالية التي حاصرت المدينة منذ 29 مايو بهدف تتويج ملك وملكة قشتالة ملوك للبرتغال وأيضا حمايتها من المترديين.
بلغ عدد السفن البرتغالية-الإنجليزية 34 سفينة (5 منها كبيرة) بهدف تزويد لشبونة بالإمدادات التي تحتاج إليها ولكن تم اعتراض هذه القافلة من قبل قوات القشتالية بقيادة فرناندو سانشيز دي توفار وعلى أن البرتغال خسرت ثلاثة سفن وفي حين خسائر القشاليين غير معروفة، إلا أنها استطعت العبور إلى المدينة المحاصرة وقاموا بتزويد المدينة بالإمدادات اللازمة إلا إن رجع الحصار من جديد بعد مقتل الكابتن روي بيريرا.